# Don Lurio
Donald Benjamin Lurio, plus connu sous son nom de scène Don Lurio (né le 15 novembre 1929 à New York et mort le 26 janvier 2003 à Rome), est un danseur, chorégraphe et présentateur italien juif d'origine américaine.

## Biographie
Né aux États-Unis et d'origine italienne, Don Lurio a dirigé un studio de danse à Broadway avec Bob Fosse et Jack Cole. En 1957, le groupe fait une tournée en Europe et Lurio décide de s’installer en Italie. Il est apparu dans plusieurs films et émissions de télévision italiennes dans les années 1960 et 1970. Il est également apparu dans quelques films britanniques. Il a chorégraphié l'entracte du Concours Eurovision de la chanson en 1970 avec son ensemble, The Don Lurio Dancers. Un de ses numéros les plus populaires, Testa Spalla a été créé pour la première fois dans l’émission Hai visto mai? en 1973 en duo avec Lola Falana,.
Ouvertement gay (considéré comme scandaleux compte tenu de la morale de l'époque), Lurio entretenait une relation de longue date avec Livio Costagli, mort en 1994 à l'âge de 44 ans des suites de complications causées par le sida.
Lurio est mort à Rome en 2003 d'une insuffisance respiratoire. Selon son testament, l'Académie nationale de danse de Rome attribue une bourse qui porte son nom. Il est enterré au Cimetière communal monumental de Campo Verano.

## Filmographie partielle
- Casinò de Paris (1957)
- Rocco e le sorelle (1961)
- Pugni pupe e marinai (1961)
- Totò di notte n. 1 (1962)
- Canzoni a tempo di twist (1962)
- Le Bobo (1967)
- FF.SS. - Cioè: ...che mi hai portato a fare sopra a Posillipo se non mi vuoi più bene? (1982)
- Arrivano i miei (1982)
- Quo vadiz? (1984)
- ll pesce innamorato (1999)